# Niederreifenberg
Niederreifenberg is een plaats in de Duitse gemeente Schmitten, deelstaat Hessen, en telt 1354 inwoners.